# Nanotubo de membrana

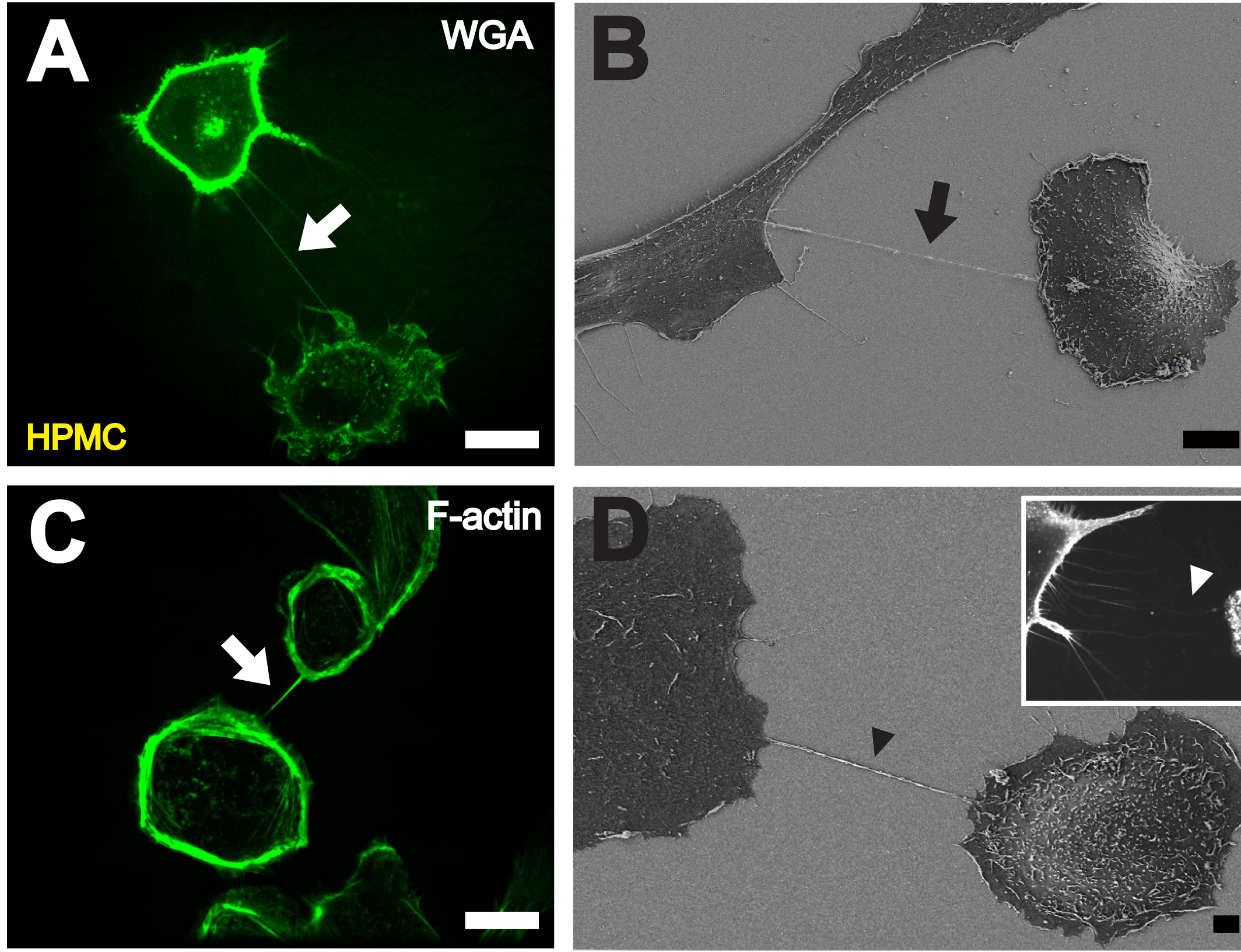
Células mesenquimatosas en las que se pueden apreciar nanotubos de membrana. Distancia de la barra: 2 µm.

Los nanotubos de membrana, nanotúbulos de membrana o citonemas son tubos largos y finos formados a partir de la membrana plasmática que conecta diferentes células animales a través de largas distancias, extendiéndose en ocasiones hasta 100 μm entre linfocitos T. Se han observado dos tipos de nanotubos. El primer tipo es de menos de 0,7 micrómetros de diámetro, contiene actina y porciones de membrana plasmática entre las células conectadas en ambas direcciones. El segundo tipo es más largo (>0.7 μm), contiene tanto actina como microtúbulos y puede llevar componentes del citoplasma entre las células, como vesículas y orgánulos.
Estas estructuras pueden estar implicadas en la comunicación intercelular, la transferencia de ácidos nucleicos entre células en un tejido,  y la diseminación de patógenos o toxinas como el VIH y priones. Los nanotubos de membrana fueron descritos por primera vez en un artículo de Cell de 1999 que examinaba el desarrollo de los discos imaginales de las alas de Drosophila melanogaster. Más recientemente, un artículo de Science publicado en 2004 describía estructuras que conectaban varios tipos de células inmunitarias, así como conexiones entre células cultivadas.
Estructuras similares, denominados plasmodesmos, interconectan células vegetales, estrómulos y plastidios.